# Famille Javal
Pour les articles homonymes, voir Javal.
La famille Javal est une famille originaire d'Alsace, qui a connu une ascension sociale certaine dès le début du XIXe siècle : « Les Javal étaient une famille juive d'importants industriels, négociants et banquiers solidement implantés, depuis plusieurs générations [en 1889] à Paris et en Europe (...) Les Javal [...] avaient depuis près d'un siècle réussi le saut dans la société industrieuse du XIXe siècle. Parmi la minorité qui a évolué vers les sommets de la société française et s'est intégrée à son élite, figurent les Javal. Cette famille a engendré au long du XIXe siècle des banquiers, des industriels, des professeurs de médecine, des hauts fonctionnaires, des députés et des artistes. Elle a su profiter pleinement de la politique d'ouverture prônée et imposée par Napoléon III car elle avait jeté de solides bases économiques dès le début du siècle. ».
« Les Javal, écrit Pierre Birnbaum, ont [...] connu une exceptionnelle réussite économique les intégrant davantage encore dans [le] petit milieu des Juifs de Cour. Depuis le tournant du [XIXe] siècle ils participent à nombre d’aventures économiques, du textile jusqu’aux chemins de fer, et ont noué avec les milieux d’affaires des liens étroits [...] au cœur d’un réseau industriel ouvert sur l’étranger, ils se lancent, dès la monarchie de Juillet, dans des opérations financières d’envergure, amassant ainsi une fortune considérable qui les place aux premiers rangs de l’élite socio-économique. »

## Histoire
En 1784, à la veille de la Révolution française, on recensait en Alsace 3 910 familles juives totalisant 19 624 individus. Beaucoup d'entre elles s'y étaient implantées après les traités de Westphalie de 1648 qui avaient rattaché l'Alsace au royaume de France. Néanmoins, une législation discriminatoire, remontant au XIIIe siècle, leur interdisait de posséder des biens immobiliers, d'exercer des professions artisanales ou agricoles et de s'installer dans les villes ou villages de leur choix. Ces discriminations furent abolies par le décret de l'Assemblée constituante du 28 septembre 1791 qui fit des Juifs des citoyens français à part entière. Les Javal furent l'une des premières familles juives d'Alsace à profiter de ces possibilités nouvelles.
La famille était originaire de Seppois-le-Bas. En 1808, les deux frères Javal, tous deux prénommés Jacques et dits respectivement « l'aîné » et « le jeune », obtinrent l'autorisation de créer une entreprise de tissage à Mulhouse en faisant valoir qu'ils donneraient ainsi du travail à leurs coreligionnaires et les aideraient à s'émanciper. Dix ans plus tard, en 1819, les deux frères s'installaient à Paris et créaient à Saint-Denis une vaste manufacture d'impression et d'apprêtage d'indiennes qui emploierait jusqu'à 500 ouvriers. Ils créèrent une filature de coton dans les Vosges, puis une entreprise d'importation et d'exportation de balles de coton, intégrant ainsi complètement la filière de production des toiles imprimées. À côté de cette activité industrielle, ils développèrent une activité de maison de banque avec des bureaux à Lyon, Mulhouse, en Suisse et en Angleterre.
Jacques Javal l'Aîné se retira des affaires dès 1822 à la suite du décès de son épouse, Claire Schöngrun, bénéficiant des revenus d'une somme de 400 000 francs qu'il avait laissée en commandite dans les affaires que son frère continua à gérer et à développer avec le fils de Jacques l'Aîné, Joseph, qui épousa la fille de Jacques le Jeune et de Lucie Blumenthal, Julie. Dans la société créée le 1er novembre 1822 au moment du retrait de Jacques l'Aîné, la banque, de manière significative, est mentionnée avant les affaires industrielles. Progressivement, Jacques le Jeune et son neveu Joseph prirent des participations dans diverses affaires. Avec le banquier Jacques Laffitte, ils participèrent ainsi à la fondation des Messageries Royales. La société Javal se lança aussi dans des opérations immobilières à Paris, d'abord dans le quartier du boulevard Poissonnière, puis dans la Plaine Montsouris où ils créèrent des carrières de pierre qui servirent à édifier des hôtels particuliers dans le quartier de la Chaussée d'Antin.
Jacques Javal le Jeune est, de 1824 à 1829, le premier président du Consistoire israélite de Paris.
En 1826, Jacques Javal le Jeune était entré au Conseil des manufactures et, en 1828, il fut fait chevalier de la Légion d'honneur, au titre de son activité industrielle, sur proposition du comte Chabrol de Volvic, préfet de la Seine. Il se fit construire un hôtel particulier au bas de la rue Taitbout tandis que son gendre et associé, Joseph, s'installait rue Chauchat. Lorsque Jacques le Jeune se retira des affaires en 1835, sa fortune dépassait 3 millions de francs.

## Léopold Javal
Jacques le Jeune commanditait son fils Léopold (1804-1872), alors âgé de 31 ans, pour une somme de 900 000 francs à investir dans de nouvelles affaires. Léopold investit dans des mines en Provence, dans des compagnies de canalisation, créa un bazar à l'enseigne « A la ménagère », préfiguration des grands magasins, un établissement de bains publics sur la Seine au pied de la Samaritaine, un quartier d'habitation pour employés à Montrouge dit le « village d'Orléans » (Petit-Montrouge). En dix ans, il multiplia par trois le capital des sociétés familiales, qu'il porta de un à trois millions de francs, et accumula une fortune personnelle de 2 millions. Il prit le contrôle de l'établissement financier qu'il rebaptisa « Léopold Javal et Cie » et en prit la direction. À travers cette banque, il investit dans le développement des chemins de fer, dans les lignes Mulhouse-Thann et Strasbourg-Bâle, en association avec la maison Koechlin.
En 1834, il achète près de Villeneuve-l'Archevêque (Yonne) un domaine de 13 hectares, l'abbaye de Vauluisant, qu'il portera à 316 hectares par des acquisitions successives avec l'ambition d'en faire une ferme modèle, appliquant les dernières méthodes de culture. En 1847, il crée le concours agricole de Vauluisant, au succès grandissant d'année en année ; en 1862, il y adjoint un concours de ferrage.
En 1847, il achète une exploitation de 690 hectares à Andernos (Gironde), qu'il agrandira jusqu'à 3 000 hectares en 1860, centrés sur la commune d'Arès. Il y plante des pins pour fixer les dunes, exploite industriellement la gemme, fore des puits pour alimenter les communes en eau potable et éradiquer ainsi la fièvre typhoïde. Ces efforts lui valent la rosette d'officier de la Légion d'honneur en 1862.
Le 22 juillet 1838, il avait épousé à Mosbach (grand-duché de Bade) Augusta de Laemel (1817-1893), fille du financier Léopold von Laemel (1790-1867) et de la baronne Sophia von Eichthal (l'une des "deux cents familles", comprenant plusieurs régents de la Banque de France) sœur du baron Simon von Eichthal (de), banquier installé à Augsbourg (Bavière). Le couple aura six enfants : Émile (1839-1907), Pauline (1842- ?), Ernest (1843-1897), Eugène (1846-1847), Alfred (1848- ?) et Sophie (1853-31.12.1947), épouse de Paul Wallerstein.
Toutefois, après 1850, il limita l'activité de la maison de banque à la représentation à Paris des maisons étrangères Merton et Cohen de Londres et Cahen de Bruxelles et ouvrit le capital, où il ne détenait plus que 500 000 francs à sa mort en 1872. Il laissait alors à sa veuve et à ses enfants une fortune de 7,5 millions de francs en valeurs. Le seul établissement de bains de la Samaritaine rapportait 12 % nets annuels d'un capital de près d'un million. En même temps qu’il s’éloignait de la banque, Léopold Javal avait mené une carrière politique comme conseiller général en Gironde à partir de 1851, avec le soutien du régime impérial, puis comme représentant du département de l’Yonne au Corps législatif à partir de 1857, où il se présenta d’abord comme républicain contre le candidat bonapartiste, et fut constamment réélu en 1863, cette fois-ci avec le soutien au moins tacite du régime impérial, puis en 1869 et 1871. Membre du Consistoire de Paris en 1841, il avait été élu au Consistoire central israélite de France en 1853 et devint vice-président de l’Alliance israélite universelle en 1868. En 1862, il avait été fait officier de la Légion d’honneur. Il habitait, à la fin de sa vie, un hôtel particulier de vingt pièces rue d’Anjou, aux murs décorés de toiles de François Boucher, Claude Joseph Vernet, Canaletto, Andrea del Sarto, Bruegel et Rubens.
Lorsque Léopold Javal s'installe en « fond de bassin » en 1847, il acquiert une propriété du côté d'Andernos, qu'il agrandit d'Audenge à Arès et jusqu'au Porge pour constituer un vaste domaine de plus de 3 000 hectares. Financier, homme politique éclairé d'inspiration saint-simonienne, il commence par planter des pins, puis fore des puits et se passionne pour l'agriculture.

## Les Weiller
Paul-Louis Weiller, fils de l'industriel et homme politique Lazare Weiller (1858-1928) et d'Alice Javal, la première femme pilote d'avion, mène une intense vie mondaine entre les familles royales d’Europe, les grands hommes d’affaires et politiques (Aristote Onassis, Henry Ford II, Jean Paul Getty, Richard Nixon, Georges Pompidou…), avec qui Paul-Louis Weiller a parfois travaillé ou qui ont parfois travaillé pour lui, et les personnalités des arts, des lettres et du spectacle, qu’il rassemble dans le dernier des salons parisiens dans la tradition de ceux décrits par Marcel Proust. Paul-Louis Weiller finance aussi de nombreuses œuvres caritatives.
Patron d’industrie dès l’âge de vingt-neuf ans, de 1922 à 1940, Paul-Louis Weiller développe la plus importante entreprise de construction de moteurs d’avion d’Europe, Gnome et Rhône, qui deviendra la Snecma après sa nationalisation en 1945. À partir de 1925, il achète progressivement le capital de la compagnie aérienne CIDNA. Il participe à la création d’autres lignes aériennes vers l’Afrique. Elles seront toutes nationalisées en 1933 pour devenir Air France, dont il sera un des premiers administrateurs (il se voit offrir en 1933 par Pierre Cot, ministre de l’Air, la présidence d’Air France, mais il refuse).
Paul-Louis Weiller s’était marié, le 29 août 1922 à Paris, avec la princesse Alexandra Ghica, avec qui il eut une fille, Marie-Élisabeth (épouse Irisarri, morte en 2006), et dont il avait divorcé le 25 mars 1931. Il épousa en secondes noces Aliki Diplarakou, Miss Europe 1930. Aliki était la fille du diplomate Georgios Diplarakos. Elle a eu 3 sœurs, Nada Diplarakos qui épousa l'ambassadeur André Rodocanachi, Cristina Diplarakos, qui épousa le diplomate Henri Claudel, un fils de l'écrivain Paul Claudel, et Edmée Diplarakos qui épousa Spiros Vassilopoulos[réf. nécessaire]. Aliki épousa en secondes noces en 1945 Sir John (Jack) Wriothesley Russell (23 août 1914 - 3 août 1984), un aristocrate anglais descendant de John Russell, 6e duc de Bedford, et cousin germain du philosophe Bertrand Russell.
Ils eurent un fils, Paul-Annik Weiller (1933-1998), qui épousa à Rome, à Santa Maria in Trastevere en 1965, Donna Olimpia Emmanuela Torlonia di Civitella-Cesi (b. Montchoisi, Lausanne, 27 décembre 1943), fille de Don Alessandro Torlonia, 5e prince de Civitella-Cesi, et de l'infante d'Espagne Béatrice de Bourbon (elle-même fille du roi d'Espagne Alphonse XIII et de sa femme la princesse Victoire-Eugénie de Battenberg, descendante de la reine Victoria) et donc cousine germaine du roi Juan Carlos I d'Espagne.
La fille de Paul-Annik, Sibilla Weiller, épousa en 1994 Guillaume, prince de Luxembourg (1963), fils cadet du grand-duc Jean.

## La Maison Houbigant
Le fils de Léopold Javal, Alfred (1844-1912) devient copropriétaire, en 1880, avec Paul Parquet (1856-1916) de la maison de parfums Houbigant, qui prend en 1882 le nom de « Houbigant Javal-Parquet ». En 1916, à la mort de Paul Parquet, le fils d'Alfred Javal, Fernand (1884-1977), associe l'ingénieur chimiste Robert Bienaimé (1876-1960) au capital de l'entreprise, qui change de nom et devient « Javal et Bienaimé » puis « Houbigant S.A. » avec Robert Bienaimé comme administrateur délégué puis comme président de la société. Le fils de Fernand Javal, Antoine Javal (1921-2008) fut le dernier copropriétaire jusqu'à la liquidation de l'affaire dans les années 1980.
La maison de Houbigant est l'une des plus anciennes maisons de parfums, datant du XVIIIe siècle et qui a fourni Marie-Antoinette, les cours d'Europe et de Russie, Oscar Wilde et Tolstoï.

## Louise Weiss
Louise Weiss (1893-1983) est une journaliste, écrivaine, féministe et femme politique française. Elle est la petite-fille d'Émile Javal.
Femme de convictions et marquée par l'horreur du premier conflit mondial, elle cherche à rapprocher la France et l'Allemagne. Elle fonde et dirige notamment la revue L'Europe nouvelle entre 1920 et 1934. Elle fait partie de l'entourage d'Aristide Briand, qu'elle a rencontré à Genève, lorsque celui-ci obtient l'adhésion de l'Allemagne à la Société des Nations. Elle quitte L'Europe Nouvelle à la suite de l'arrivée d'Hitler au pouvoir en Allemagne qui marque l'échec de son projet européen et à cause des dissensions au sein de l'équipe de la revue, certains souhaitant encore une coopération avec l'Allemagne.

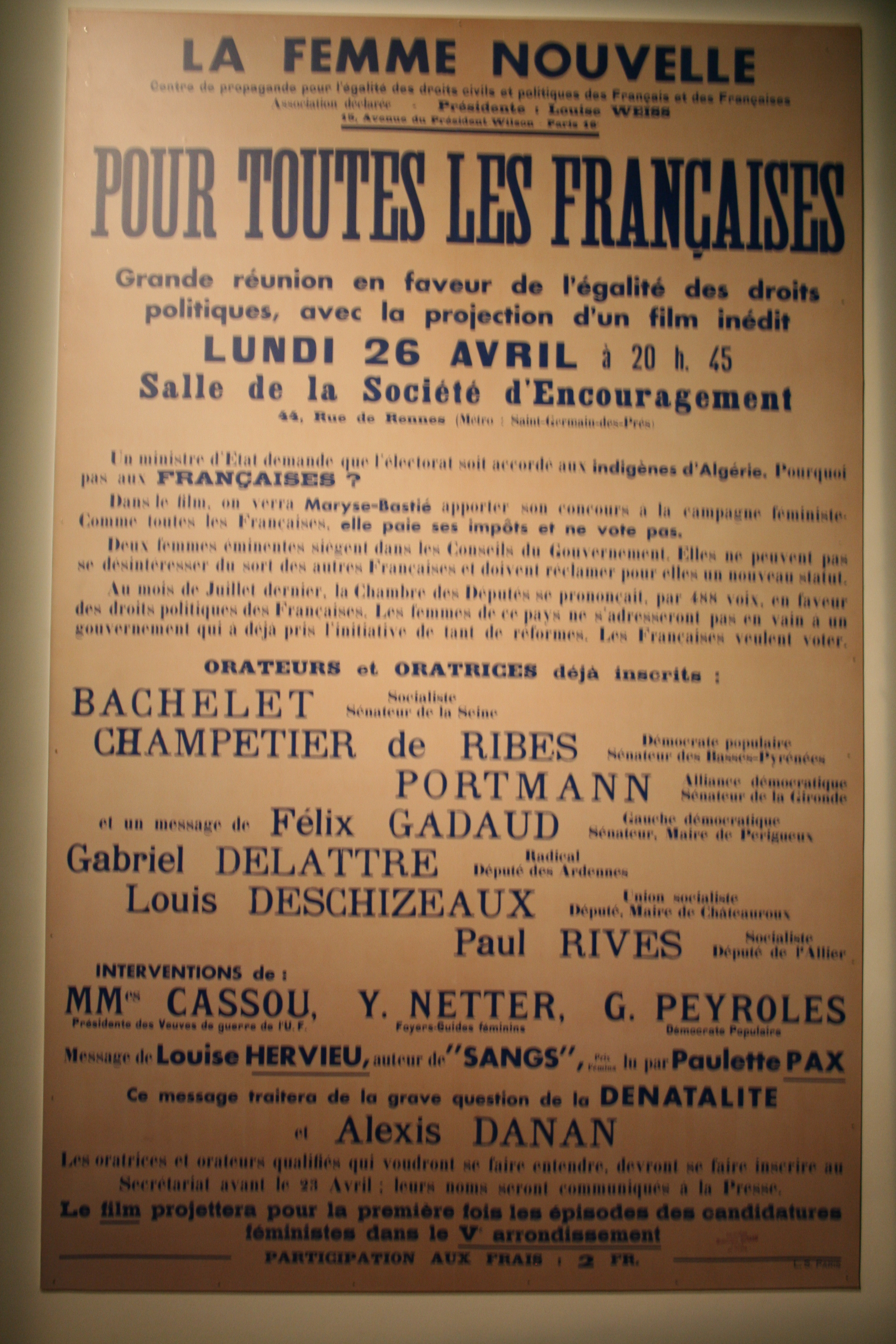
Affiche de La Femme nouvelle au Musée de Saverne.

Elle va alors s'engager dans le combat féministe et devenir militante pour le vote des Françaises, elle se présente aux élections législatives de 1936 dans le 5e arrondissement de Paris et mène des actions spectaculaires destinées à attirer l'attention de la presse. Elle fonde l'association « La Femme nouvelle » qui comptera plusieurs dizaines de milliers d'adhérentes. En 1936, elle aurait refusé un poste ministériel proposé par Léon Blum en lui répondant « j'ai lutté pour être élue pas pour être nommée » mais surtout Léon Blum, craignant leur vote clérical, n'est pas favorable au vote des femmes.
En 1971, elle crée une fondation qui porte son nom qui chaque année prime les auteurs ou les institutions ayant le plus contribué à l'avancement des sciences de la paix, à l'amélioration des relations humaines et aux efforts en faveur de l'Europe. Parmi les lauréats, on compte Helmut Schmidt, Médecins sans frontières, Anouar el Sadate.
Elle s'est engagée dans les premiers projets d'une union européenne et a été membre lors de la création du Parlement européen. À 86 ans, elle y prononcera, au titre de doyenne, un discours d'ouverture historique lors de la première session de ce nouveau parlement à Strasbourg en 1979.
Elle a été faite Grand officier de la Légion d'honneur en 1976, troisième femme seulement à recevoir ce grade dans cette décoration.
En 1999, le nouveau bâtiment du Parlement européen à Strasbourg est nommé Louise Weiss en son honneur.
Chaque année est décerné le prix du journalisme Louise Weiss créé en 2005.
La promotion 2000 des administrateurs territoriaux de l'Institut national des études territoriales (INET) a pris le nom de Louise Weiss en sa mémoire.
Une rue porte son nom à La Roche-sur-Yon, en Vendée, ainsi qu'à Paris, dans le XIIIe arrondissement et à Armentières dans le Nord. Un lycée à Achères (Yvelines), un collège à Strasbourg (Bas Rhin), une école primaire à Magny-les-Hameaux (Yvelines) et une école maternelle à Valenciennes (Nord) portent son nom.

## Émile Javal et Adolphe Javal
Louis Émile Javal est un médecin, ophtalmologue et homme politique français né le 5 mai 1839 à Paris et mort le 20 janvier 1907 dans cette même ville, spécialiste de l'orthoptie.
Il fait ses études au lycée Bonaparte (aujourd'hui lycée Condorcet), à Paris, en compagnie de Sully Prudhomme et de Sadi Carnot, qui resteront ses amis. Admis à l'École des mines de Paris (promotion 1860), il est l'un des fondateurs et l'un des premiers trésoriers de l'Association amicale des élèves de l'École supérieure des Mines de Paris). Il dirige les mines de l'Hérault. Mais, dans l'espoir de guérir sa sœur cadette, Sophie, atteinte d'un fort strabisme, il décide d'entreprendre des études de médecine et de se spécialiser en ophtalmologie.
Émile Javal devient un ophtalmologiste très en vue. Pendant la guerre de 1870, il est chirurgien-major de l'armée de Paris. Il invente l'ophtalmomètre et l'iconoscope et dirige jusqu'en 1898 le laboratoire d'ophtalmoscopie de la Sorbonne, qu'il avait créé en 1879. Ses travaux sur le strabisme montrent la possibilité de rééduquer certains patients à l'aide d'exercices. Cette méthode lui permet de guérir effectivement sa sœur. En 1885, il est élu à l'Académie de médecine. Il est chevalier puis officier de la Légion d'honneur.
Il tient une rubrique régulière dans le grand quotidien Le Temps. Passionné de typographie et de graphologie et ami intime de Zola, il est sollicité pour expertiser l'écriture des documents invoqués pour accabler le capitaine Dreyfus, lors du second procès (1899). Il s'intéresse également à la physiologie de la lecture, qu'une commission ministérielle le charge d'étudier en 1884.
Conseiller général de l’Yonne, il retrouve de 1885 à 1889 le mandat de député de l'Yonne (arrondissement de Sens), qui avait été celui de son père. Il se situe à gauche quoique non inscrit. Fondateur en 1880 de la Ligue contre la dépopulation, il peut, grâce à son mandat, faire voter la loi Javal, qui exonère de la plupart des contributions directes les familles de sept enfants et plus.
Son fils, Adolphe Javal, également professeur de médecine et spécialiste de biochimie. En 1904, il obtient le prix Desportes (thérapeutique médicale). Passionné d’agriculture, il réside la plupart du temps dans la propriété familiale de Vauluisant (Yonne) et publiera La Confession d’un agriculteur (1929). Ambitionnant de prolonger la carrière politique de son père et de son grand-père il se présenta plusieurs fois aux élections sénatoriales dans l’Yonne sans succès.
Il fait partie des « 197 », les écrivains morts « pour la France » en 1939-1945 et dont les noms sont gravés au Panthéon.
Déporté avec sa famille à Auschwitz, son domicile parisien situé au no 5 boulevard de la Tour-Maubourg est occupé par la Deutsche Akademie. Plusieurs œuvres d'art sont spoliées à la famille Javal dans le cadre de cette occupation, dont un tableau de Floris van Schooten intitulé Nature morte au jambon et un autre de Pieter Binoit (attribué à l'origine à Floris van Schooten) intitulé Mets, fruits et verres sur une table, toutes deux saisies le 19 janvier 1944, déposées au Jeu de paume puis retrouvées au château de Nikolsburg, en Tchécoslovaquie (ou ancienne Moravie occupée). Elles sont rapatriées en France le 30 octobre 1946 et, les travaux de la Commission de récupération artistique ayant été infructueux, déposées au musée du Louvre depuis 1951. En 2021, grâce au travail de la Mission de recherche et de restitution des biens culturels spoliés entre 1933 et 1945, la Commission pour l'indemnisation des victimes de spoliations rend un avis favorable à la restitution de ces deux œuvres aux 47 ayant-droits d'Adolphe Javal,.

## Élisabeth Roudinesco
Élisabeth Roudinesco, née en 1944, membre de la famille Javal par sa mère et nièce de Louise Weiss, est une universitaire, historienne et psychanalyste française, biographe de Jacques Lacan et auteur d'une vingtaine d'ouvrages sur l'histoire de la psychanalyse, de la philosophie, du judaïsme et de la Révolution française.
Elle soutient sa maîtrise de lettres modernes avec Tzvetan Todorov à l’université Paris-VIII. Elle a été élève de Gilles Deleuze et en 1969 de Michel de Certeau, qui l'a encouragée a écrire une histoire de la psychanalyse, et a suivi un an les cours de Michel Foucault,.
En 1991, elle soutient son habilitation à diriger des recherches (HDR) en lettres et sciences humaines, sous la direction de Michelle Perrot, à l'université de Paris 7 ; le rapport de synthèse est intitulé Études d'histoire du freudisme : origines, invention doctrinale, mouvement institutionnel et implications dans la culture du XXe siècle.
Elle dirige, depuis 1991, un séminaire sur l'histoire de la psychanalyse dans le cadre de l'École doctorale du département d'histoire de l'université Paris VII-Denis-Diderot (UFR de géographie, histoire, et sciences de la société). Ce séminaire est rattaché depuis la rentrée de 2011 au département d'histoire de l'École normale supérieure. De 2001 à 2007, elle avait été chargée de conférences à l’École pratique des hautes études, IVe section. En 2007-2008, elle est intégrée à l'équipe d'accueil de Jacques Le Rider et Esther Benbassa à la Ve section de l'EPHE.[réf. nécessaire]

## Généalogie non exhaustive
- Cerf Javal (1751-1819) épouse 1) Hindel Juda Blum, puis 2) Keyle Felix
  - (1) Jacques Javal l'Aîné (1774-1832) épouse Claire Schöngrun ( -1822)
    - Joseph Javal (1806-1844) épouse sa cousine Julie Javal (1813-1882) (voir plus bas)
      - Julie Emma Javal ( -1878) épouse Bernard Wallerstein (voir plus bas)
        - Paul Wallerstein ( -1903), ingénieur. Il épouse Sophie Javal (1853-1947) (voir plus bas)

      - Louise Javal ( -1902) épouse Alfred Louis Cohen (1836-1903) (voir plus bas)
      - Hélène Javal (1845 [née posthume] - 1924) épouse Georges Hayem (1841-1933), médecin (voir plus bas)
        - Henri Alfred Hayem (1879-1915), avocat, mort pour la France. Il épouse Elisabeth Russel-Cruise (voir plus bas)

  - (1) Joseph Javal (1779-1858) épouse Léa Thérèse Schwabach (1779-1828)
    - Léopold César Javal (1800-1873), négociant. Il épouse Julie Lan (1804-1854)
      - Ernest Javal (1821-1914) épouse Jeannette Moses Merton (1833-1886)
        - Julie Adélaïde Lucie Javal (1861-1935) épouse Ernest Levy (1851-1915)
          - Suzanne Levy (1886-1984) épouse Marc Bernheim (1875-1952)
            - Arlette Bernheim (1906- ) épouse Jacques Léon Levylier (1899-1986)
            - Marianne Bernheim (1908-1991) épouse Etienne Ferdinand Ullmann (1901-1964)
            - Nicole Françoise Bernheim (1912- ) épouse François Raynal

          - Robert Levy, dit Lancrey, puis Lancrey-Javal (1887-1964) épouse Jacqueline Blum (1900-1989)
            - Francine Lancrey-Javal (1921-2011) épouse Marc Hyafil (1914-2002)

          - Jeannette Levy (1888-1931) épouse Robert Falco (1882-1960), conseiller à la Cour de cassation
            - Annette Falco (1912-1998), assistante sociale. Elle épouse Jacques Auguste Lemant (1906-1945), médecin

          - André Levy, dit Lancrey, puis Lancrey-Javal (1890-1973), directeur de sociétés. Il épouse Simone Dreyfus-Sée (1897-1971), sœur d'Albert Dreyfus-Sée
            - Jean-Luc Lancrey-Javal (1926-2006), économiste et banquier[30]. Il épouse 2) Laure Nicolle
              - (2) Raphaël Lancrey-Javal[30] (1969), homme d'affaires et producteur. Il épouse Séverine Perrier, puis Laura Smet, fille de Johnny Hallyday et de Nathalie Baye
              - (2) Gwendoline Lancrey-Javal[30], créatrice de mode

        - Gaston Javal (1864-1943) épouse Madeleine Dreyfus (1875- )
          - Yvonne Javal (1900-1973) épouse Jacques André Blin (1887-1958)
            - Françoise Blin (1920-2012) épouse Jean Jacques Welfling (1918-2005)
            - Jacqueline Blin (1923-1974)

          - Lucienne Javal (1902-1991) épouse Edgar Simonin (1899-1975), fils du député Camille Simonin
          - Antoinette Javal (1907-1970) épouse Armand Helbronner (1905-1945), industriel, puis Jean Maurice Weinbach (1908-1998), membre de la Résistance française

    - Brutus Javal (1801-1857), fabricant de drap. Il épouse Elisa Hanau (1805-1857)
      - Céline Elise Javal (1831-1916) épouse Michel Alfred Emerique (1825-1869), fils de Clarisse Fould-Emerique (1802-1869) et cousin germain d'Achille Fould
        - Marie-Thérèse Amélie Emerique (1854-1948) épouse Charles Gustave Rodrigues-Pereire (1846-1925), administrateur des chemins de fer
          - Alfred Isaac Rodrigues-Pereire (1879-1957), administrateur de compagnie générale d'assurances
          - Jacques Ernest Rodrigues-Pereire (1880-1953), administrateur des chemins de fer

        - Louise Julie Emerique (1856-1894) épouse Paul Oulmont (1849-1917), médecin

    - Henriette Javal (1804- ) épouse Benes Salomon (1799- )
    - Louise Javal (1806-1893) épouse Benjamin Paraf (1806-1885)
      - Elvire Paraf-Javal (1835-1905) épouse Jules Cleawer dit Cliver (1828-1880), négociant
        - Eva Marguerite Cleawer dite Cliver (1857- ) épouse Aaron Levy (1841- ), antiquaire

    - Pauline Javal (1816-1869) épouse Pierre Hauser (1803-1869)

  - (1) Jacques Javal le Jeune (1780-1858) épouse Lucie Blumenthal
    - Julie Javal (1813-1882) épouse son cousin Joseph Javal (1806-1844) (voir plus haut)
      - Julie Emma Javal ( -1878) épouse Bernard Wallerstein (voir plus haut)
        - Paul Wallerstein ( -1903), ingénieur. Il épouse Sophie Javal (1853-1947) (voir plus haut et plus bas)

      - Louise Javal ( -1902) épouse Alfred Louis Cohen (1836-1903) (voir plus haut)
      - Hélène Javal (1845 [née posthume] - 1924) épouse Georges Hayem (1841-1933), médecin (voir plus haut)
        - Henri Alfred Hayem (1879-1915), avocat, mort pour la France. Il épouse Elisabeth Russel-Cruise (voir plus haut)

    - Léopold Javal (1804-1872), homme politique. Il épouse Augusta de Laemel (1817-1893), fille de Leopold von Laemel et Sophia d'Eichthal
      - Louis Émile Javal (1839-1907), homme politique. Il épouse Maria-Anna Ellissen (1847-1933)
        - Alice Javal (1869-1943) épouse Lazare Weiller, homme politique
          - Paul-Louis Weiller (1893-1993), industriel et financier. Il épouse 1) la princesse Alexandra Ghica, puis 2) Alíki Diplarákou
            - (1) Marie-Elisabeth Irisarri-Weiller (1924-2006) épouse Pedro Irisarri
              - Maria-Pilar Irisarri-Weiller (1953) épouse Jacques-Antoine de La Béraudière (1942)
                - Jacques-Louis de La Béraudière, galeriste d'art

            - (2) Paul Annick Weiller épouse Donna Olimpia Torlonia di Civitella-Cesi, fille de Don Alessandro Torlonia, 5e prince di Civitella-Cesi et de l'infante Beatriz d'Espagne
              - Beatrice Weiller (1967) épouse l'ambassadeur brésilien André Aranha Corrêa do Lago, frère de Pedro Corrêa do Lago
              - Sibilla Weiller (1968) épouse le prince Guillaume de Luxembourg, fils cadet de Jean, grand-duc de Luxembourg et de la princesse Joséphine-Charlotte de Belgique
              - Cosima Weiller (1984)
              - Domitilla Weiller (1985)

        - Jeanne Félicie Javal (1871-1956) épouse Paul Louis Weiss (1867-1945), ingénieur
          - Louise Weiss (1893-1983), journaliste, femme de lettres et femme politique
          - Émile Jean Jacques Weiss (1894-1987), inspecteur des finances
          - André Eugène Paul Weiss (1899-1950), préfet. Il épouse Colette Hélène Cerf (1899-1975)
          - Marie Jenny Emilie Weiss (1903-1987), pédiatre et psychanalyste. Elle épouse Alexandre Roudinesco (1883-1974)
            - Jean-Marc Roudinesco (1932-2001), champion français de bridge
            - Élisabeth Roudinesco (1944-), historienne et psychanalyste. Elle épouse Pierre Aubry ( -1972)

          - France Weiss[31] (1916-2013), major de l'Institut d'études politiques de Paris (Sciences-Po Paris)[31]

        - Jean Javal (1871-1915), homme politique. Il épouse Lily Lévy (1882-1958), écrivain
        - Louis Adolphe Javal (1873-1944), professeur de médecine. Il épouse Mathilde Helbronner (1877-1944)
          - Sabine Javal (1908-1943) épouse Marcel Schwob d'Héricourt (1900-1956)

        - Mathilde Javal (1876-1947)[22]

      - Pauline Javal (1842- ) épouse Jean Théodore de Salemfelds, officier austro-hongrois
      - Léopold Ernest Javal (1843-1897), préfet de la Creuse. Il épouse Marie Seligmann
      - Alfred Javal (1848-1912), ingénieur et industriel. Il épouse Claire Mathilde Dreyfous
        - Fernand Javal (1884-1977), ingénieur et industriel. Il épouse Lia Aline Schiller, fille du journaliste Armand Schiller et de Marguerite Esther de Ricqlès
          - Antoine Javal (1921-2008), entrepreneur et collectionneur. Il épouse 1) Imogen Bayerthal, puis 2) Léone Leroy
            - (1) Laurence Javal (1956), architecte. Elle épouse Emmanuel Nebout, architecte
            - (2) Catherine Javal (1964) épouse Jan Van de Kerckhove (famille comtale de noblesse immémoriale du pays de Limbourg[32])
            - (2) Emmanuel Javal (1966), homme d'affaires. Il épouse Lydie Pescayre, psychologue

      - Sophie Javal (1853-1947) épouse Paul Wallerstein (mort en 1903), ingénieur (voir plus haut)